# Knut Wilhelm Almqvist
Knut Wilhelm Almquist, född 26 november 1819 i Gränna socken, Jönköpings län, död 2 juni 1878 i Nöbbele församling, Kronobergs län var en svensk präst.
Han var pastorsadjunkt i Hjälmseryd från 1846, och också en tid i Jönköping. Han var väckelsepredikant och den första ordföranden i Jönköpings Traktatsällskap 1853–56.
Knut Wilhelm Almqvist var son till Sven Johan Almqvist. Han var gift med Charlotta Sandell, som var yngre syster till Lina Sandell.